# Fountain Publishers
Fountain Publishers — издательская компания в Уганде и Руанде. Является универсальным издательством — издаёт карты, научно-образовательные книги и популярную литературу. Центральный офис расположен в Кампале столице Уганды.

## История
Основана в 1988 году Джеймсом Тумусииме и его женой. Первоначально было трудоустроено 4 сотрудника, обеспеченные одной печатной машинкой и 4 столами. Первым изданием стал мини-каталог политиков, религиозных деятелей и академиков, под названием «Кто есть кто в Уганде» (англ. Who is Who in Uganda). Вторым изданием стала книга «Уганда 30 лет, 1962—1992» (англ. Uganda 30 Years, 1962—1992), приуроченная ко Дню независимости, и охватившая анализ проблемы национальной интеграции, её укрепления, а также внутренние разногласия между регионами, основанные не религиозной и культурных различиях.

## Издания
Издают школьные учебники, академические, художественные, туристические, детские и местные языковые книги.